# Paul von Leutschau

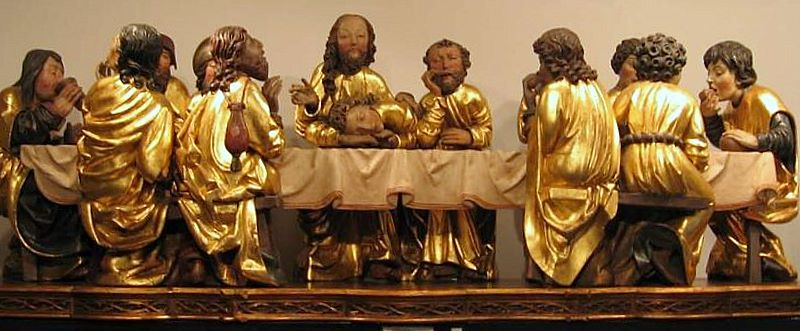
Das letzte Abendmahl, Altar in Levoča

Paul von Leutschau (slowakisch Majster Pavol z Levoče, ungarisch Lőcsei Pál mester, * 1460?–1465?; † 1537?–1542?) war ein mittelalterlicher Holzkünstler und Bildhauer des 15. und 16. Jahrhunderts, dessen Hauptwerke in Leutschau (damals Königreich Ungarn, heute Levoča in der Ostslowakei) entstanden sind. Am bedeutendsten ist sein Hauptaltar von 1507 in der Leutschauer Jakobskirche.
Dieser aus Lindenholz gefertigte Altar ist fast 19 Meter hoch und samt dem Gesprenge zur Gänze erhalten. Auch drei weitere Altäre in der Jakobskirche werden ihm zugeschrieben: die Altäre des Hl. Nikolaus, der Geburt Christi und jener der „vier Johannes“. Kaum weniger bekannt ist der Hauptaltar der Georgskirche in Georgenberg (slowakisch Spišská Sobota).

## Leben

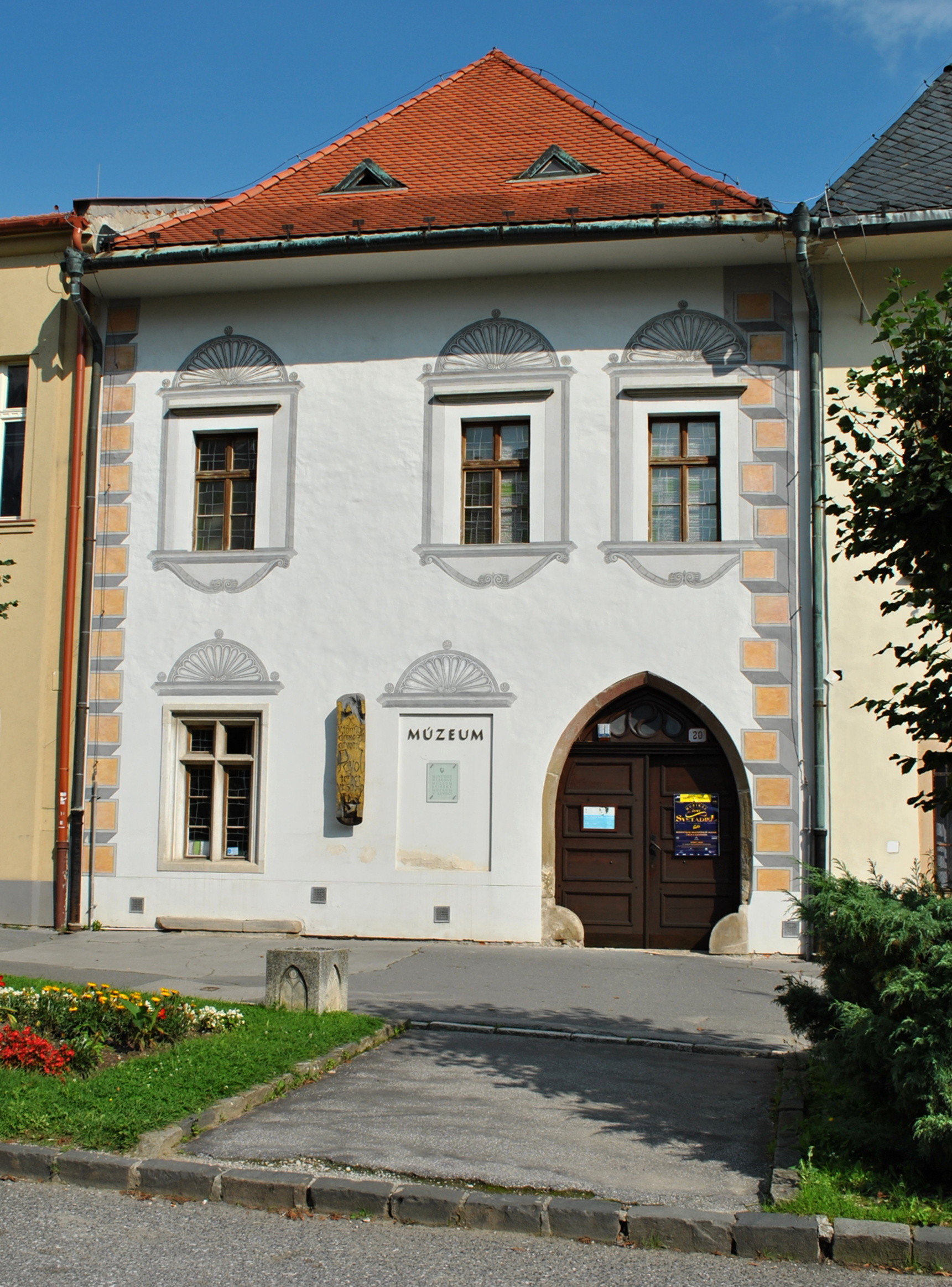
Das Haus Nr. 20 in Levoča, wo sich die Werkstatt von Meister Paul befand, heute Museum

Der Lebenslauf von Paul von Leutschau ist nur fragmentarisch erhalten: sein Geburts- und Sterbedatum, Geburts- und Sterbeort sowie sein Nachname sind unbekannt, auch weil die meisten Dokumente über Paul von Leutschau, die seine Herkunft und Tätigkeit erläutern könnten, sind nach dem verheerenden Stadtbrand in Leutschau im Jahr 1550 verloren gegangen. Über sein frühes Leben ist so gut wie nichts bekannt. Nach älteren Angaben erhielt Paul eine Ausbildung und Mitgliedschaft in der Krakauer Malergilde, die seit 1490 neben Malern auch Schnitzer und Glasmacher vereinte. Nach überlieferten Satzungen aus den Jahren 1500–1508 war die Meisterprüfung durch eine eigene Werkstatt bedingt, somit müsste Paul bereits eine solche Werkstatt haben und Krakauer Bürger sein. Zu Beginn des 16. Jahrhunderts hielt sich Paul jedoch in Leutschau auf. 
Der älteste Beleg ist ein Eintrag im Stadtbuch von Zeben (slowakisch Sabinov) aus dem Jahr 1503, die über die Vergoldung der Monstranz durch Meister Paul berichtet. Diese Quelle wird allerdings skeptisch betrachtet, weil Paul kein Goldschmied war, auch wenn unter seinen unmittelbaren Nachbarn mehrere Goldschmiede waren und er selbst Aufträge von den im Bergbau tätigen Bürgern erhielt. Nach dem Protokoll der Leutschauer Corpus-Christi-Bruderschaft aus dem Jahr 1506 wurde er als Paul Schnitzer als Mitglied aufgenommen, somit müsste er bereits in Leutschau als Bürger mit einer eigenen Werkstatt im heutigen Haus Nr. 20 etabliert sein, auch weil gerade ihm der Auftrag für den Hauptaltar in der Jakobskirche erteilt worden war, zudem war er verheiratet mit seiner Frau Margit.
Weiter ist bekannt, dass Paul 1515 zu einem der Ältesten der Corpus-Christi-Bruderschaft gewählt wurde und übte diese Funktion bis 1517 aus. Im selben Jahr verkaufte er zehn Fässer alten Weins an die Stadt, daher ist es nicht ausgeschlossen, dass er auch als Händler tätig war. 1522 war er als Zeuge bei der Regelung des Nachlasses von Melchior Messingschläger, seinem vermutlichen Schwiegervater, der als Kirchvater maßgeblich bei der Aufstellung des Hauptaltars in der Jakobskirche beteiligt war. 1526 wurde er Mitglied des Stadtrates und besaß zu dieser Zeit Liegenschaften in Leutschau sowie für kurze Zeit auch in Eperies und Rosenau, dazu große Grundstücke rund um die Stadt, die er verpachtete. Der letzte Eintrag über Meister Paul stammt vom Leutschauer Chronist Konrad Sperfolgl aus dem Jahr 1537, als sein Sohn Lukas zusammen mit dem Sohn des Bürgers Jakub Lutzmann in eine Schlägerei verwickelt wurde, in der ein Geselle, Sohn von Nikolaus Steyer aus Krakau, starb. Danach sind keine direkten Einträge über Meister Paul zu finden, seine Frau Margit wird 1542 in den Stadtaufzeichnungen als Witwe erwähnt.
Neben dem Sohn Lukas hatte Paul auch drei Töchter: die älteste, Margit, war mit dem Steinmetz Wolfgang Klenn aus Hof in Franken verheiratet. Der Ehemann der zweiten Tochter, Dorota, war örtlicher Tuchmacher Thomas Hölner. Der Name der dritten Tochter ist nicht zweifelsfrei bekannt (als Möglichkeit wird Katarina genannt), ihr Gatte war Stadtbürger, Goldschmied und Kaufmann Thomas Schewerner, der unter anderem Wein nach Polen und Ulm in Schwaben exportierte.
Einige Daten sind im Leutschauer Epitaph des Steinmetzes Martin Urbanowitz aus dem Jahr 1621 zu lesen: Meister Paul war Mitglied des Stadtrates, seine Frau hieß Margaretha, die Enkelin eines Schnitzers Paul, von dem der Hauptaltar dieser Kirche stammt. Er hatte drei Töchter und einen Sohn. Danach geriet sein Name in Vergessenheit, bevor ihn 1878 der ungarische Kunsthistoriker Imre Henszlmann wieder in die Literatur einführte.

## Werke

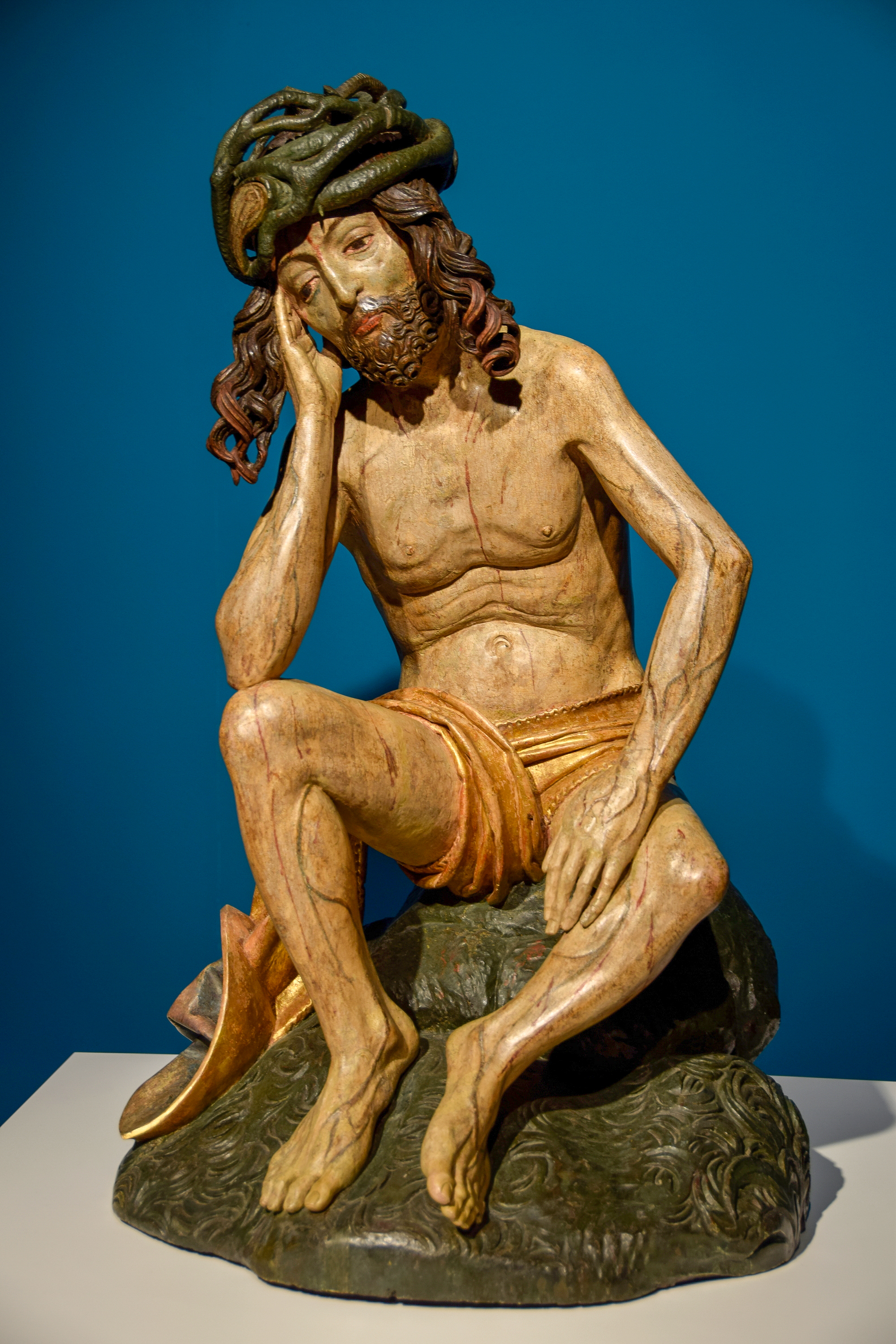
Christus im Elend (in der Rast), Pfarrkirche in Prešov

Aus dem Stil von Meister Paul geht hervor, dass er mit zeitgenössischen künstlerischen Trends im süddeutschen Raum (Nürnberg, Ulm, Augsburg, Würzburg), aber auch im Erzherzogtum Österreich (Wien, Wiener Neustadt) vertraut war. Es wird vermutet, dass er bei Veit Stoß oder dessen Umfeld gelernt hat, somit spielen dessen Hauptwirkungsstätten Nürnberg und Krakau wahrscheinlich eine Rolle. Künstlerisches eine Nähe zu Tilman Riemenschneider festzustellen.
- Altar der Hl. Barbara in Banská Bystrica
- Altar des Hl. Georg in Spišská Sobota (heute ein Teil von Poprad)
- Altäre in Hrabušice und Chyžné sowie der Kalvarienberg in der Basilika St. Ägidius in Bardejov
- gotischer Holzaltar in der St.-Jakobs-Kirche in Levoča (1517, 18,62 m hoch)
- andere Werke in Mlynica, Ľubica, Spišská Nová Ves, Slovenská Ves, Sabinov, Chmiňany, Lipany, Svinia, Okoličné, Liptovský Trnovec, Liptovský Mikuláš

Heute ist sein Werk in Levoča in die UNESCO-Welterbeliste aufgenommen. Im Haus Nr. 20 betreibt das Zipser Museum (slowakisch Spišské múzeum), eine Abteilung des Slowakischen Nationalmuseums, eine Ausstellung über das Leben und Werk von Meister Paul.